# Amtsgericht Lautenburg
Das Amtsgericht Lautenburg war ein preußisches Amtsgericht mit Sitz in Lautenburg.

## Geschichte
In Lautenburg bestand von 1849 bis 1879 die Gerichtskommission Lautenburg des Kreisgerichts Strasburg. Das königlich preußische Amtsgericht Lautenburg wurde mit Wirkung zum 1. Oktober  1879 als eines von neun Amtsgerichten im Bezirk des Landgerichtes Thorn im Bezirk des Oberlandesgerichtes Marienwerder gebildet. Der Sitz des Gerichtes war Lautenburg. Sein Gerichtsbezirk umfasste aus dem Kreis Strasburg den Stadtbezirk Lautenburg und die Amtsbezirke Eiborz, Jellen und Wlewsk und Teile der Amtsbezirke Bolleschin und die Oberförsterei Lautenburg. Am Gericht bestand 1880 eine Richterstelle. Das Amtsgericht war damit ein kleines Amtsgericht im Landgerichtsbezirk. Der Amtsgerichtsbezirk kam aufgrund des Versailler Vertrages 1919 zu Polen, und das Amtsgericht stellte seine Arbeit ein. Im Jahre 1939 wurde Polen deutsch besetzt. Im Rahmen der Neuorganisation der Gerichte in Ostdeutschland und im ehemaligen Polen wurden das Amtsgericht Lautenburg neu gebildet, nun aber dem Landgericht Graudenz zugeordnet.
Im Jahre 1945 wurde der Amtsgerichtsbezirk unter polnische Verwaltung gestellt, und die deutschen Einwohner wurden vertrieben. Damit endete auch die Geschichte des Amtsgerichtes Lautenburg.